# 경산 선본암 삼층석탑
경산 선본암 삼층석탑(慶山 禪本庵 三層石塔)은 대한민국 경상북도 경산시, 선본암에 있는 남북국 시대 신라의 삼층석탑이다. 갓바위와 선본사 사이의 팔공산 능선 위에 자리한 탑이다. 사찰 전면의 높직한 봉우리에 건립되어 있다. 1979년 1월 25일 경상북도의 유형문화재 제115호로 지정되었다.

## 역사 및 평가
2층 기단(基壇) 위에 3층의 탑신(塔身)을 올린 통일신라의 일반적인 양식을 따르고 있다. 간결하면서도 장중한 멋을 지닌 탑으로, 지붕돌 받침이 5단이고, 네 귀퉁이가 살짝 올라간 점 등으로 보아 남북국 시대 신라의 작품으로 추정된다. 안정된 체감비(遞減比)와 각 부의 양식으로 볼 때 신라 말기인 9세기 전기에 조성된 것으로 보인다.
도굴로 무너진 것을 1979년에 복원한 것이다. 원래 1층 탑신에 사리공과 사리함이 있었으나 도굴되어 없어졌고, 탑 주변에 석등 부재인 연화대석(蓮花臺石)과 팔각옥개석(八角屋蓋石) 등이 남아 있다.
선본암 삼층석탑처럼 사찰의 중심에서 벗어나 산 봉우리에 석탑을 건립하는 예는 남북국 시대 신라 말기부터 등장하는데, 당시 성행했던 풍수지리설의 영향을 받은 것으로 보인다.

## 생김새
탑의 높이는 4.5미터 또는 4.6미터이다. 이중 기단 위에 방형의 3층 탑신부를 세웠다.
아래·위층 기단의 각 면에는 모서리와 가운데에 기둥 모양을 새겼다. 두 기단 모두 탱주(撑柱, 버팀기둥)는 2개이다. 하층기단 갑석(甲石)의 윗면에는 호각형(弧角形) 2단의 받침을 두어 상층기단을 받고 있다. 4매의 판석으로 이루어진 상층기단의 면석 역시 양쪽에 우주(隅柱, 귀기둥)와 가운데에 탱주 2개가 새겨져 있다. 윗면에 놓인 갑석의 아랫면에는 각형 1단의 부연(副椽)이 있고, 윗면에는 각형 2단의 받침을 두어 초층 탑신을 받고 있다.
탑신의 각 층 몸돌에도 우주를 가지런히 조각하였다. 옥개석(지붕돌)은 밑면에 5단씩의 받침과 각형 2단 괴임을 조각하였다. 탑신석과 옥개석은 각각 하나의 석재로 구성되었다. 초층탑신은 2매의 석재로 구성되어 있는데, 2층탑신에 비해 높게 조성되었으며 복원시 사리공(舍利孔)이 확인되었다. 낙수면의 경사가 완만하고, 추녀는 수평을 이루다가 전각(轉角)에 이르러 살짝 반전되어 안정된 형태를 보이고 있다.
노반(露盤) 이상의 탑재는 없다.